# 卢博米尔·扎奥拉莱克

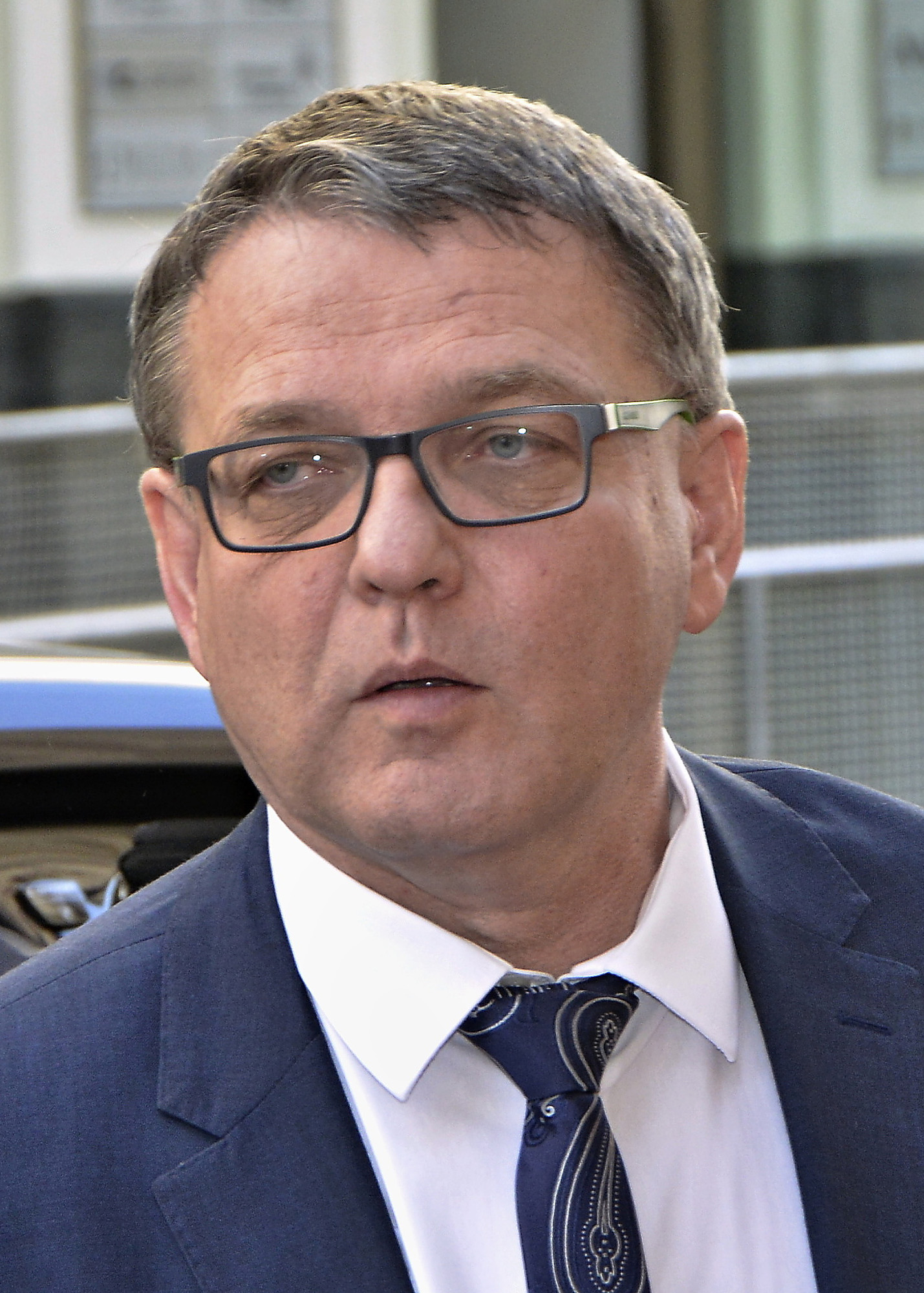

卢博米尔·扎奥拉莱克（Lubomír Zaorálek，1956年—），捷克政治人物，2014年1月29日至2017年12月13日担任捷克外交部长。

## 生平
1956年，卢博米尔·扎奥拉莱克生于俄斯特拉发。1996年起担任捷克众议院议员。2002年至2006年，担任捷克众议院议长。